# جون غراي (سياسي كندي، مواليد 1959)
جون غراي هو سياسي كندي، ولد في 20 مارس 1959 في أونتاريو في كندا. انتخب عمدة أوشاوا (نوفمبر 2003 – 25 أكتوبر 2010).